# KAKN
Koordinaten: 58° 44′ 33″ N, 156° 58′ 39″ W
| KAKN |

KAKN (Branding: „Bay Radio“) ist ein religiöser US-amerikanischer Hörfunksender aus Naknek im US-Bundesstaat Alaska. KAKN sendet auf der UKW-Frequenz 100,9 MHz. Eigentümer und Betreiber ist die Bay Broadcasting Company. KAKN sendet in Südwest-Alaska für die Bristol-Bay-Region um die Städte Naknek, King Salmon, Dillingham, Egegik und Manokotak.